# Quadratwurzelgesetz von Penrose
Das Quadratwurzelgesetz von Penrose ist eine mathematische Methode zur Verteilung von Sitzen oder Stimmen, die man zum Beispiel auf Gremien anwenden kann, an denen verschiedene Länder beteiligt sind, die in Abstimmungen jeweils einheitlich (als Block) einem Vorschlag zustimmen oder ihn ablehnen.
Damit jeder Bürger gemäß dem Banzhaf-Machtindex die gleiche Abstimmungsstärke (Macht) hat, unabhängig von dem Land, aus dem er kommt, müssen die Machtindizes der Länder innerhalb des Gremiums proportional zur Quadratwurzel der Bevölkerungsgröße sein (1. Quadratwurzelgesetz). Die Theorie wurde 1946 von dem britischen Mathematiker Lionel Penrose entwickelt.
Um eine derartige Machtverteilung innerhalb des Gremiums zu erhalten, können die Stimmengewichte bei dieser Methode proportional zur Quadratwurzel der Größe der Bevölkerung gewählt werden (2. Quadratwurzelgesetz). Die Verteilung überträgt sich jedoch nur dann auf die Machtindizes, wenn für die Abstimmungen ein geeignetes Zustimmungsquorum gilt. Eine Näherungsformel für das Quorum ist
{\displaystyle q={\frac {1}{2}}\cdot \left(1+{\frac {\sqrt {\sum _{i}N_{i}}}{\sum _{i}{\sqrt {N_{i}}}}}\right)}
wobei Ni die Bevölkerungsgrößen bezeichnet. Für die EU mit 27 Staaten wird es von Mathematikern mit 61,4 % angegeben. Ein niedrigeres Quorum führt zu größeren, ein höheres Quorum zu kleineren Machtindizes der größeren Staaten.
Die Nichtregierungsorganisation International Network for a United Nations Second Assembly (INFUSA) beurteilt die Quadratwurzelmethode als

„mehr als einen pragmatischen Kompromiss zwischen den beiden Extremen der Sitzverteilung ohne Berücksichtigung der Bevölkerungsanzahl und dem der Sitzverteilung in direkter Abhängigkeit zur Bevölkerungszahl; Penrose zeigte, dass mit seiner Methode nach den Gesetzen der Statistik jedem Wähler derselbe Einfluss auf die Entscheidungen einer Parlamentarische Versammlung bei den Vereinten Nationen gegeben würde.“

Die Methode wurde für die Sitzverteilung in einem reformierten EU-Ministerrat und in einer Parlamentarischen Versammlung bei den Vereinten Nationen vorgeschlagen. In den Verhandlungen zum Vertrag von Lissabon 2007 forderte die polnische Regierung vehement (aber letztlich erfolglos) diese Art der Machtverteilung für den Ministerrat.
Der amerikanische Statistiker und Politologe Andrew Gelman lehnt eine Stimmengewichteverteilung nach dem Quadratwurzelgesetz ab. Aus einer statistischen Auswertung einer hohen Zahl realer Wahlen folgert er, dass die dem Quadratwurzelgesetz zugrundeliegenden Annahmen zum Wählerverhalten in der Realität nicht erfüllt sind und sich eine gerechte Stimmenzahlverteilung statt bei hoch 0,5 (Quadratwurzel) eher nach einem hoch-0,9-Gesetz ergeben würde, also bei einem fast direkt proportionalen Verhältnis.